# Paolo Seganti
Paolo Seganti (* 20. Mai 1965 in Rovereto, Trentino) ist ein italienischer Schauspieler.

## Leben
Paolo Seganti wuchs als dritter Sohn von fünf Kindern an verschiedenen Orten in Italien auf, vor allem aber in der Kleinstadt Campogalliano außerhalb von Modena. Im Alter von 18 Jahren zog er nach Los Angeles, wo er sich wie bereits in Italien als Amateurboxer versuchte, bis er die Schauspielerei für sich entdeckte und mehrere Jahre Theater spielte. Sein gutes Aussehen verschaffte ihm nebenbei lukrative Modelaufträge für Kampagnen von Chanel, Yves Saint Laurent, Jeanne Lanvin, Giorgio Armani und Calvin Klein, für die er unter anderem von Bruce Weber, Jean-Paul Goude, Peter Lindbergh und Jean-Baptiste Mondino fotografiert wurde. In New York konzentrierte er sich anschließend verstärkt auf seine Schauspielkarriere und war dort unter anderem in der Hauptrolle von Peter Shaffers Bühnenstück Equus zu sehen.
Ab 1994 spielte er die Rolle des Damian Grimaldi in 164 Folgen der langlebigen US-amerikanischen Fernsehserie Jung und Leidenschaftlich – Wie das Leben so spielt, für die er noch im selben Jahr für den Soap Opera Digest Award in der Kategorie Bester Nachwuchsdarsteller nominiert wurde. Ein Jahr darauf war er für dieselbe Rolle erneut für diesen Preis nominiert, nunmehr als „heißester männlicher Star“. Im Jahr 1996 war er auch in zwei Folgen der Sitcom Die Nanny zu sehen. Noch im selben Jahr gab er in einer kleinen Rolle in Woody Allens starbesetztem Filmmusical Alle sagen: I love you sein Leinwanddebüt. In Curtis Hansons vielgelobtem Neo-Noir L.A. Confidential trat er 1997 neben Russell Crowe in der Rolle des Gangsters Johnny Stompanato auf, der, wie auch im Film gezeigt, der Liebhaber von Leinwanddiva Lana Turner war. Es folgten weitere Auftritte in US-Serien wie Nash Bridges (1997) und Babylon 5 (1997). 
Im Jahr 1998 kehrte Seganti für ein paar Jahre nach Europa zurück, wo er 1999 in Franco Zeffirellis Tee mit Mussolini an der Seite von Cher, Maggie Smith und Judi Dench in einer Nebenrolle zum Einsatz kam. Noch im selben Jahr erhielt er neben Léa Bosco, Hardy Krüger Jr. und Esther Schweins die Titelrolle in dem deutsch-italienischen Fernsehmehrteiler Der Kurier des Zaren nach dem gleichnamigen Roman von Jules Verne. In der französischen Fernsehserie Largo Winch – Gefährliches Erbe (2001–2003) spielte er in 35 Folgen die Titelrolle des Largo Winch basierend auf einer Romanreihe des Belgiers Jean Van Hamme. Danach trat Seganti erneut in einzelnen Folgen von US-Serien wie CSI: Miami (2002), Emergency Room – Die Notaufnahme (2005) und The Closer (2006) auf. 2007 wirkte er auch in einem Spin-off der italienischen Telenovela Elisa (2003–2005) unter dem Titel La figlia di Elisa – Ritorno a Rivombrosa mit. Im Jahr 2013 war er mit seiner Rolle in One Life to Live elf Folgen lang erneut in einer US-Seifenoper zu sehen.
Seit 2005 ist Seganti mit der Schauspielerin Carlotta Chang verheiratet. Eine gemeinsame Tochter kam bereits 1999 zur Welt. Das Paar hat vier weitere gemeinsame Kinder. Seit 2014 betreibt Seganti mit seiner Frau in Los Feliz, einem Stadtteil von Los Angeles, das italienische Restaurant „La Pergoletta“.

## Filmografie (Auswahl)
- 1994–2010: Jung und Leidenschaftlich – Wie das Leben so spielt (As the World Turns) (TV-Serie, 164 Folgen)
- 1996: Die Nanny (The Nanny) (TV-Serie, zwei Folgen)
- 1996: Alle sagen: I love you (Everyone Says I Love You)
- 1997: L.A. Confidential
- 1997: Nash Bridges (TV-Serie, eine Folge)
- 1997: Babylon 5 (TV-Serie, eine Folge)
- 1997: Verdammt, ich will dich (Still Breathing)
- 1998: Ultimo (TV-Film)
- 1999: Tee mit Mussolini (Tee with Mussolini)
- 1999: Die Piraten der Karibik (Caraibi) (TV-Miniserie)
- 1999: Der Kurier des Zaren (Michele Strogoff – Il corriere dello zar) (TV-Mehrteiler)
- 1999: Ultimo 2 – La sfida (TV-Film)
- 2000: Kinderraub in Rio – Eine Mutter schlägt zurück (TV-Film)
- 2000: Die Liebesschule der Mrs. X (Sex & Mrs. X) (TV-Film)
- 2001–2003: Largo Winch – Gefährliches Erbe (Largo Winch) (TV-Serie, 35 Folgen)
- 2002: CSI: Miami (TV-Serie, eine Folge)
- 2003: Born 2 Die (Cradle 2 the Grave)
- 2004: Ultimo 3 – L’infiltrato (TV-Film)
- 2004: Signora
- 2004: L’Américain
- 2005: Freddie (TV-Serie, eine Folge)
- 2005: Emergency Room – Die Notaufnahme (ER) (TV-Serie, eine Folge)
- 2005: Ho sposato un calciatore (TV-Miniserie)
- 2006: Related (TV-Serie, eine Folge)
- 2006: The Closer (TV-Serie, eine Folge)
- 2007: Das Vermächtnis der heiligen Lanze (La Lance de la Destinée) (TV-Miniserie)
- 2007: La figlia di Elisa – Ritorno a Rivombrosa (TV-Miniserie)
- 2008: Carnera – Der größte Boxer Aller Zeiten! (Carnera: The Walking Mountain)
- 2011: Sotto il vestito niente – L’ultima sfilata
- 2011: Kommissar Rex (TV-Serie, eine Folge)
- 2011: Un amore e una vendetta (TV-Miniserie)
- 2012: Toti copiii domnului
- 2012: Barabbas
- 2013: One Life to Live (TV-Serie, elf Folgen)
- 2014: Cleaners (TV-Serie, drei Folgen)

## Auszeichnungen
- 1994: Nominierung für den Soap Opera Digest Award in der Kategorie Bester Nachwuchsdarsteller für Jung und Leidenschaftlich – Wie das Leben so spielt
- 1995: Nominierung für den Soap Opera Digest Award in der Kategorie Heißester männlicher Star für Jung und Leidenschaftlich – Wie das Leben so spielt